# Graptemys flavimaculata
Graptemys flavimaculata is een schildpad uit de familie moerasschildpadden (Emydidae).

## Naam en indeling
De wetenschappelijke naam van de soort werd voor het eerst voorgesteld door Fred Ray Cagle in 1954. Later werd de wetenschappelijke naam Graptemys oculifera flavimaculata gebruikt.
De soortaanduiding flavimaculata betekent vrij vertaald 'gele vlekken'.

## Uiterlijke kenmerken
De maximale schildlengte loopt uiteen van achttien centimeter voor de vrouwtjes tot elf cm voor de mannetjes. De schildpad is een van de zogenaamde zaagrugschildpadden vanwege de opvallende, opstaande en naar achteren gekromde ventrale hoornplaten op het midden van het rugschild, die doen denken aan de tanden van een zaag. De punten hiervan zijn zwart gekleurd. De schildpad is hiernaast buitengewoon kleurrijk, zowel het bruine tot groene schild als de kop zijn gedecoreerd met opvallende gele en complexe tekeningen. De costale hoornplaten (aan weerszijden van het midden) hebben een heldere gele vlek in het midden waaraan de soortnaam te danken is, flavi- maculata betekent 'geel gevlekt'. De marginale platen (aan de randen van het schild) hebben een gele rand, de platen aan de achterzijde van het schild hebben een tand-achtig uitsteeksel.
De ledematen en de kop zijn zwart met een helder gele landkaarttekening, vooral op de kop helder geel van kleur is en doorloopt over het oranje gekleurde oog. De kop is smal en heeft een relatief platte neuspunt. Het buikschild heeft een lichtgele kleur met zwarte patronen aan de buikschilden. Deze vervagen echter naarmate de dieren ouder worden. De plastronformule is als volgt: an > abd > fem >< pect > gul > hum. Vrouwtjes zijn van mannetjes te onderscheiden doordat ze veel groter worden, mannetjes hebben daarnaast een langere en dikkere staart.

## Levenswijze
Op objecten aan de oever of drijvende of boven het water uitstekende vegetatie wordt gezond, de wortels van de oevervegetatie worden als schuilplaats gebruikt. De schildpadden kunnen tot op een hoogte van 3,5 meter boven het wateroppervlak worden aangetroffen tijdens het nemen van een zonnebad. Bij gevaar duiken ze direct in het water. Het is een zeer schuwe soort die bekendstaat als zeer moeilijk te vangen. Op het menu staan slakken en insecten, in gevangenschap gehouden exemplaren nemen ook vis aan.

## Verspreiding en habitat
Graptemys flavimaculata komt endemisch voor in de Verenigde Staten en is hier te vinden in de staat Mississippi, de soort is daarnaast geïntroduceerd in Florida). De schildpad heeft een klein verspreidingsgebied en is uitsluitend te vinden in de Pascagoula River, een onderdeel van het uitgebreide rivierstelsel van de Mississippi. De habitat bestaat uit langzaam stromende tot snelstromende wateren met een klei- of zandbodem. Ook heeft het dier behoefte aan voldoende zandbanken of boven het water uitstekende bomen om te zonnen.

## Bedreiging en bescherming
De schildpad wordt bedreigd door vervuiling zoals van chemische fabrieken, en omdat de lokale bevolking te zonnende schildpadden gebruikt om het schieten met een geweer te oefenen. De bonte kleuren en bijzondere vormen maken de schildpad daarnaast zeer populair in de handel in exotische dieren, wat ertoe heeft geleid dat de soort bijna is uitgeroeid. Het is een van de 25 meest bedreigde soorten schildpadden ter wereld.
Door de internationale natuurbeschermingsorganisatie IUCN is de beschermingsstatus 'kwetsbaar' toegewezen (Vulnerable of VU).